# Ljubov' Dostoevskaja
Ljubov’ Fëdorovna Dostoevskaja, nota anche con i soprannomi Lilija e - in particolare fuori dalla Russia - Aimée Dostoevskaja (in russo: Любо́вь Фёдоровна Достое́вская; Dresda, 14 settembre 1869 – Bolzano, 10 novembre 1926), è stata una scrittrice russa, seconda figlia di Fëdor Dostoevskij e della seconda moglie Anna.

## Biografia
Il padre morì quando lei aveva undici anni. Fin dagli ultimi anni del XIX secolo la Dostoevskaja visse perlopiù all'estero, a causa dei problemi di salute, in particolare tra Francia, Svizzera e Italia: tra le località in cui visse furono Menaggio, Roma, Montreux, Ginevra, la Costa Azzurra. Fece ritorno in Russia per l'ultima volta nell'estate del 1913: lo scoppio della prima guerra mondiale prima, e la rivoluzione d'ottobre poi le impediranno di tornare nuovamente in patria.
Nel 1924 si trasferì da Nizza a Merano e nella primavera di due anni più tardi a Gries, da poco divenuta parte del comune di Bolzano; vi si ferma poco, per tornare a Merano, poi ad Arco, con una parentesi estiva a Milano, ed infine nuovamente a Gries, dove morì il 10 novembre, ufficialmente per anemia perniciosa, in realtà probabilmente di tubercolosi.
Durante i suoi numerosi viaggi scrisse alcuni libri, i più noti dei quali furono la raccolta di racconti Bol'nye devuški (1911), i romanzi Emigrantka (1912) e Advokatka (1913), e Dostoevskij nei ricordi di sua figlia, scritto in francese ma pubblicato per primo in traduzione tedesca nel 1920 (Dostojewski geschildert von seiner Tochter), e successivamente tradotto in molte lingue (in italiano per prima da Maria Laetitia Lumbroso nel 1922).

## La tomba

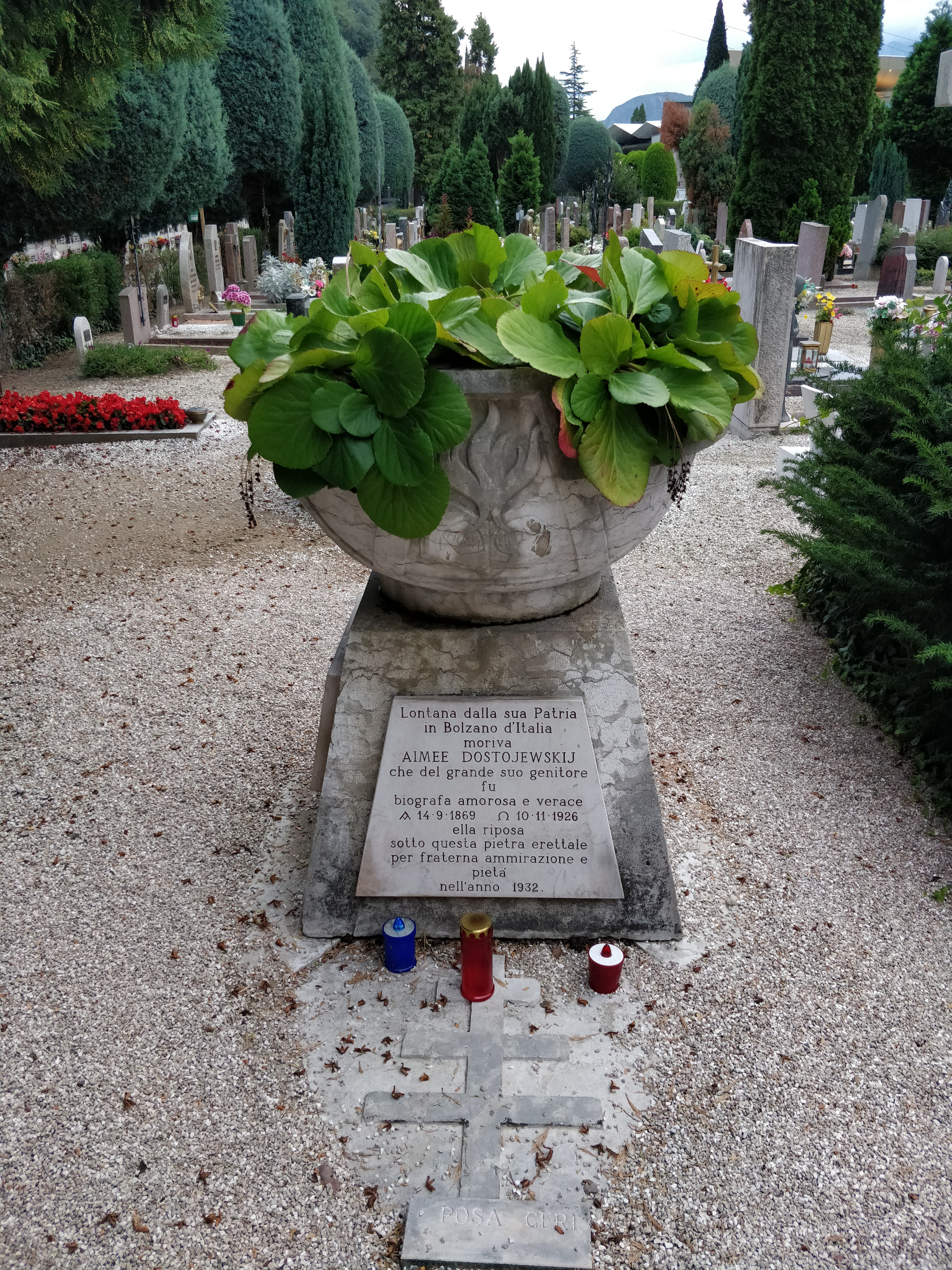
La tomba al cimitero di Bolzano con l'iscrizione in lingua italiana

La Dostoevskaja venne sepolta nel cimitero nuovo di Gries, con un funerale modesto ed un'altrettanto modesta lapide. Nel 1931 il governo Mussolini, su pressione del prefetto di Bolzano Giovanni Battista Marziali e della Rivista della Venezia Tridentina, fece realizzare un monumento commemorativo realizzato da Franz Ehrenhöfer.
Quando il cimitero di Gries venne smantellato, le spoglie ed il monumento (dalle iscrizioni del quale vennero eliminati i riferimenti al fascismo) vennero trasferite, il 31 maggio 1957, nel cimitero di Bolzano; nell'occasione venne modificata la lapide, eliminati i fasci littori ed i riferimenti al fascismo, ed aggiunta una targa in lingua russa.

## Opere
- Bol'nye devuški, S. Pietroburgo, 1911
- Emigrantka, S. Pietroburgo, 1912 (ed. it.: L'Emigrante, Bolzano, 2019)
- Advokatka, S. Pietroburgo, 1913
- Dostojewski geschildert von seiner Tochter, Monaco di Baviera, 1920 (ed. it.: Dostoevskij nei ricordi di sua figlia, Milano, 1922)